# كورتيس كانينج
كورتيس كانينج (بالإنجليزية: Curtis Canning)‏ هو مجدف أمريكي، ولد في 6 مايو 1946 في بروفو في الولايات المتحدة.

## وصلات خارجية
- كورتيس كانينج على موقع الاتحاد الدولي للتجديف (الإنجليزية)
- كورتيس كانينج على موقع اللجنة الأولمبية الدولية (الإنجليزية)
- كورتيس كانينج على موقع أوليمبيديا (الإنجليزية)